# Ernst Mehlich
Karl Ernst Mehlich (* 14. März 1882 in Ellsnig (Landkreis Neustadt O.S.); † 19. August 1926 bei Leiferde) war ein deutscher Redakteur und SPD-Politiker. Nach einer Ausbildung und Tätigkeit als Buchdrucker arbeitete Mehlich als Redakteur sozialdemokratischer Zeitungen. Vor dem Ersten Weltkrieg profilierte er sich mit Beiträgen zur Organisation der Arbeiterbibliotheken. Als einer der führenden Dortmunder Sozialdemokraten wurde er nach der Novemberrevolution Parlamentarier. Carl Severing, zu diesem Zeitpunkt Reichs- und Staatskommissar,  holte ihn 1919 als seinen Stellvertreter nach Münster. Im Juni 1920 wurde Mehlich Severings Nachfolger als Reichs- und Staatskommissar für das rheinische und westfälische Industriegebiet.

## Leben

### Ausbildung und sozialdemokratisches Engagement
Nach dem Besuch der Volksschule absolvierte Mehlich eine Lehre als Buchdrucker und Schriftsetzer und war anschließend als Geselle in der Schweiz, in Württemberg, in Hamm und Dortmund tätig. 1904 gehörte er der Geschäftskommission des Dortmunder Gewerkschaftskartells an. Als Gehilfe arbeitete er in Luzern, Stuttgart, Esslingen, Pforzheim, Zossen, Hamm und Dortmund. Er machte sich als Buchdrucker auch selbständig, musste sein Geschäft aber bald wieder aufgeben. Im Juni 1905 wurde er kurzzeitig Vorsitzender des SPD-Ortsvereins in Hamm. 1906 siedelte er nach Dortmund über, wo er im November zweiter Vorsitzender des Dortmunder SPD-Ortsvereins wurde.
1907 wurde Mehlich Redakteur der Dortmunder SPD-Zeitung Arbeiter-Zeitung, wechselte im März/April 1907 in die Redaktion des Volksboten nach Stettin und kehrte im Februar 1910 wieder zur Arbeiter-Zeitung zurück. Unterbrochen von seiner Kriegsteilnahme 1915/16 blieb Mehlich hier bis 1918 Redakteur bzw. Chefredakteur.
Mehlich engagierte sich im Arbeiter-Abstinenten-Bund und verfasste eine Broschüre zum Thema Gemeinde und Alkohol (1908). Auf dem Parteitag der SPD in Leipzig stellte er gemeinsam mit Simon Katzenstein einen Antrag vor, dass die Partei des Abstinenten-Bund organisatorisch und ideell unterstützen solle. Mehlich kritisierte dabei, dass es bei Parteizusammenkünften eine Art Trinkzwang gebe und der Parteivorstand nichts dagegen unternommen habe. Auch die Zeitungen der Partei hätten sich im Kampf gegen den Alkoholismus bisher nicht sonderlich angestrengt. Die Forderung nach einer Förderung und parteiamtlichen Anerkennung der Abstinentenbewegung lehnte der Parteitag aber mit großer Mehrheit ab.
Im Selbststudium hatte sich Mehlich Kenntnisse sozialistischer Literatur und Belletristik angeeignet. Er verfasste Rezensionen und hielt Reden bei Partei- und Gewerkschaftsveranstaltungen. Aus Vorträgen, die er beim Stettiner Bildungsverein gehalten hatte, entstand 1910 der Kleine Leitfaden für Arbeiterbibliotheken. Mehlich setzte sich für die Zusammenfassung der Bibliotheken von Partei und Gewerkschaften eines Ortes bzw. Bezirks ein, um größere Büchereien mit differenziertem Bestand zu schaffen. Mit dem Leitfaden und zahlreichen Aufsätzen zum Thema wurde Mehlich einer der wichtigsten Vorkämpfer der Arbeiterbibliotheken im Wilhelminischen Deutschland. Die Forderung nach Zentralbibliotheken mit festangestellten Bibliothekaren für die Arbeiterschaft eines Ortes wurde auf Parteitagen und Gewerkschaftskongressen berücksichtigt.
Kritisch stellte Mehlich anhand der Ausleihzahlen fest, dass in den Arbeiterbibliotheken vor allem Unterhaltungsliteratur nachgefragt wurde, während belehrende Literatur in den Hintergrund trat. Er forderte deshalb, die Leser auch für solche Literatur zu interessieren. 1917 stellte er fest, dass die Arbeiterbibliotheken ihren ursprünglichen Charakter verloren und sich den kommunalen Volksbüchereien angenähert hätten. Er schlug deshalb vor, die Arbeiterbibliotheken aufzulösen, womit er auf entschiedenen Widerspruch stieß. Mit dem Ende des Ersten Weltkrieges äußerte sich Mehlich nicht mehr zu Bibliotheksfragen.

### Nach der Novemberrevolution
Am 16. Juni 1918 wurde Mehlich als Nachfolger Friedrich Henßlers zum ersten Vorsitzenden des Kreiswahlvereins für den Reichstagswahlkreis Hörde gewählt. Während der Novemberrevolution übernahm Mehlich am 10. November zunächst den Vorsitz des Arbeiter- und Soldatenrates im Wahlkreis Hörde und nahm im Dezember als Mitglied der MSPD-Fraktion am Reichsrätekongress in Berlin teil. Am 17. Februar 1919 wurde er Volkskommissar für den Stadt- und den Landkreis Dortmund und im selben Jahr auch Vorsteher der Stadtverordnetenversammlung in Dortmund. Ab April 1919 amtierte er als stellvertretender Reichs- und Staatskommissar im Bereich des von Oskar von Watter befehligten VII. Armee-Korps. Im Juni 1920 trat Mehlich die Nachfolge Carl Severings als Reichs- und Staatskommissar für Westfalen und das unbesetzte Gebiet an. Hier betätigte er sich vor allem als Vermittler und Schlichter bei Tarifkonflikten, wobei er umstrittene Sprüche zu Gunsten der Unternehmer fällte.
Mehlich war ab 1919 Mitglied des Provinziallandtages Westfalen und ab 1921 auch Mitglied des Preußischen Staatsrats.
Mehlich kam beim Eisenbahn-Attentat bei Leiferde ums Leben.

## Schriften
- Gemeinde u. Alkohol. Aufg. d. Gemeindepolitik im Kampfe gegen d. Alkoholismus. 1. Auflage. Dtsch. Arbeiter-Abst.-Bund, Berlin 1908.
- Einiges über Privatbibliotheken., Leipzig 1910.
- Kleiner Leitfaden für Arbeiterbibliotheken. Nebst einem Anhang : Einiges über Privatbibliotheken. Verlag der Leipziger Buchdruckerei Aktiengesellschaft, Leipzig 1910.
- Die Getränkesteuern, die Volksgesundheit und das arbeitende Volk. Vortrag ; mit e. Anh.: Statistisches u. Anmerkungen. Verl. Deutscher Arbeiter-Abstinentenbund, Elberfeld 1918.
- Handbuch für das Schlichtungsverfahren in Gesamtstreitigkeiten. Kommentar nebst Erl. zur Verordng über d. Schlichtungswesen vom 30. Okt. 1923. Gerisch & Co, Dortmund 1924.
- Verordnung über das Schlichtungswesen vom 30. Okt. 1923. Handbuch für das Schlichtungsverfahren in Gesamtstreitigkeiten. Komm. nebst Erl. v. Ernst Mehlich. Gerisch, Dortmund 1924.